# Lotnisko Hohenems-Dornbirn
Lotnisko Hohenems-Dornbirn (niem. Flugplatz Hohenems-Dornbirn) – lotnisko obsługujące Hohenems w Austrii (Vorarlberg).